# Толстик, Павел Вячеславович (1978)
Павел Вячеславович Толстик (род. 2 апреля 1978, Минск) — белорусский хоккеист, защитник, тренер.

## Биография
Воспитанник школы «Юность» (Минск). Выступал за белорусские клубы «Юность» Минск (1994/95 — 1998/99), «Минск» / «Керамин» (2000/01, 2006/07), «Брест» (2001/02, 2014/15), «Химволокно-Могилёв» (2003/04 — 2005/06), «Металлург» Жлобин (2006/07), «Витебск» (2006/07 — 2010/11).
В 1999—2000 годах полтора сезона играл за датский клуб «Оденсе Бульдогс». Выступал за французский «Альбатрос де Брест» (2002/03), украинский «Компаньон» (2011/12). В составе эстонского «Викинга» был признан лучшим защитником чемпионата 2013/14.
Серебряный (1999, 2001) и бронзовый (2005) призёр чемпионата Белоруссии. Бронзовый призёр чемпионата ВЕХЛ 2004.
Участник чемпионата Европы среди юниоров команд 1996. В составе молодёжной сборной Белоруссии победитель второго дивизиона (pool B) чемпионата мира 1998.
После завершения карьеры игрока тренировал детей в Кобрине. Тренер в клубах «Брест» (2018—2021), «Могилёв» (2021—2022), «Юность-Минск» (с 2023).